# Старший полицейский инспектор
Старший полицейский инспектор (фин. poliisiylitarkastaja) — должность в полиции Финляндии. В обязанности входят, в частности, функции надзора за законностью. Ближайшее нижестоящее звание заместитель начальника полиции, а вышестоящее начальник полиции. Заместитель начальника полиции Хельсинки имеет звание старшего полицейского инспектора.